# Shevlin (Minnesota)
Shevlin es una ciudad ubicada en el condado de Clearwater en el estado estadounidense de Minnesota. En el Censo de 2010 tenía una población de 176 habitantes y una densidad poblacional de 85,05 personas por km².

## Geografía
Shevlin se encuentra ubicada en las coordenadas 47°31′49″N 95°15′35″O / 47.53028, -95.25972. Según la Oficina del Censo de los Estados Unidos, Shevlin tiene una superficie total de 2.07 km², de la cual 2.07 km² corresponden a tierra firme y (0%) 0 km² es agua.

## Demografía
Según el censo de 2010, había 176 personas residiendo en Shevlin. La densidad de población era de 85,05 hab./km². De los 176 habitantes, Shevlin estaba compuesto por el 89.77% blancos, el 0% eran afroamericanos, el 2.27% eran amerindios, el 0% eran asiáticos, el 0.57% eran isleños del Pacífico, el 2.27% eran de otras razas y el 5.11% pertenecían a dos o más razas. Del total de la población el 2.84% eran hispanos o latinos de cualquier raza.